# Patriark (titel)
 For alternative betydninger, se Patriark. (Se også artikler, som begynder med Patriark)
En patriark er overhovedet i en romersk-katolsk eller ortodoks kirkeprovins, et patriarkat. Da embedet er personorienteret bruger man sjældent betegnelser som f.eks. patriarkatet Konstantinopel, men som regel patriarken af Konstantinopel osv.
Fem patriarkater – i Rom, Jerusalem, Alexandria, Antiokia og Konstantinopel – har rødder i oldkirken. De andre er kommet til på senere tidspunkter, enten som belønning for loyalitet mod kirken eller af religionspolitiske grunde.

## Den ortodokse kirkes patriarkater
Fire af de ortodokse patriarkater, de fire første på listen, er oldkirkelige. De andre er nyere, og er knyttet til nationalkirker i forskellige lande.
- Patriarken af Konstantinopel (Den økumeniske patriark)
- Patriarken af Alexandria
- Patriarken af Antiokia
- Patriarken af Jerusalem
- Patriarken af Moskva og hele Rusland
- Patriarken af hele Bulgarien
- Katholikos-patriarken af hele Georgien
- Patriarken af hele Rumænien
- Den serbiske patriark

## Den katolske kirkes patriarkater
Et af de katolske patriarkater går direkte tilbage til oldkirken, nemlig Rom. Patriarkaterne i Alexandria, Antiokia og Jerusalem har rødder i oldkirken, men disse steder var der i lang tid kun ortodokse patriarker.
Udover de nuværende patriarkater er der også i Den katolske kirke nogle historiske patriarkater, som af forskellige grunde ikke eksisterer mere.

### Nuværende katolske patriarkater
- Patriarkatet i Rom (paven er patriark)
- Det koptiske patriarkat i Alexandria
- Det græske patriarkat i Antiokia
- Det syriske patrirkat i Antiokia
- Det maronittiske patriarkat i Antiokia
- Det romersk-katolske patriarkat i Jerusalem
- Patriarkat i Babylon (Bagdad)
- Patriarkat i Cilicia
- Patriarkat i Venezia
- Patriarkat i Lisabon

### Historiske katolske patriarkater
- Det romersk-katolske patriarkat i Konstantinopel
- Det romersk-katolske patriarkat i Alexandria
- Det romersk-katolske patriarkat i Antiokia
- Patriarkatet i Vest-Indien
- Patriarkatet i Øst-Indien

## De orientalske ortodokse kirkers patriarkater
- Paven og patriarken af Alexandria (Den koptiske ortodokse kirke)
- Patriarken af Antiokia (Den syrisk-ortodokse kirke)
- Katholikos-patriarken af Etchmiadzin og Armenia (Den armenske ortodokse kirke)
- Patriarken af Cilicia of Midt-Østen (Den armenske ortodokse kirke)
- Patriarken af hele Etiopien (Tewahedokirken)
- Patriarken af hele Eritrea (Den eritreanske ortodokse kirke)

## De nestorianske patriarkater
De nestorianske kirker blev løsrevet fra resten af den kristne kirke i det 5. århundrede.
- Katholikos-patriarken af Babylon (Bagdad, Østens Gamle Kirke)
- Katholikos-patriarken i Jerusalem (Kirken i øst og udenlands, sæde i Nordamerika)